# Ковалівка (Білоцерківський район)
Ковалівка — село в Україні. Розташоване у Білоцерківському районі Київської області. Центр Ковалівської сільської громади. Засноване в 1501 році. Населення — близько 1,5 тис. мешканців. На півдні межує із селом Устимівка, на північному заході — з селом Паляничинці. Село спускається до ставу, створеного на річці Кам'янка.

## Історія
1501 — село заснував коваль Мина Назаренко (за народними переказами).
1753 — у Ковалівці будують дерев'яний храм рівноапостольного князя Володимира.
За адміністративно-територіальним поділом XVIII ст. село Ковалівка відносилося до Київського воєв., з 1795 р. Білоцерківської округи Київського намісництва, з 1797 р. Васильківського повіту Київської губ.
1797 — утворено Васильківський повіт, у Ковалівці міститься волосне управління, до якого входять: Кищенці, Вінницькі Стави (Слобода), Паляничинці, Пологи, Устимівка, хутір Хагдім. У Ковалівці мешкає 3548 осіб, нараховується 358 дворів.
Під час організованого радянською владою Голодомору 1932—1933 років померло щонайменше 308 жителів села.
1996 — збудовано храм Різдва Пресвятої Богородиці.
2009 — відбувся Перший Міжнародний етнофестиваль «Жнива-2009. Сніп». Фестиваль не був завершений.
2013 — відбувся концерт телепроєкту «Танцюють Всі».
2014 — 1-2 серпня пройшов етнофестиваль «Жнива-2014».
23 грудня 2018 р. відбулися вибори у Ковалівській об'єднаній територіальній громаді, до складу якої увійшли села Васильківського району: Ковалівка, Вінницькі Стави, Мар'янівка, Пологи, Пшеничне, Устимівка та села Фастівського району Кищинці, Паляничинці та Червоне з центром громади у селі Ковалівка, адреса: 08652, Київська обл., Васильківський р-н, с. Ковалівка, вул. Монастирська 1.
У 2020 році, у рамках адміністративно-територіальної реформи, увійшло до складу Білоцерківського району, у зв'язку з укрупненням останнього. До цього Ковалівка входила до складу Васильківського району.
Село є центром діяльності агрофірми «Світанок» (у минулому — колгосп імені Щорса).

## Населення

### Мова
Розподіл населення за рідною мовою за даними перепису 2001 року:
| Мова       | Кількість | %     |
| ---------- | --------- | ----- |
| українська | 1611      | 97.87 |
| російська  | 34        | 2.07  |
| білоруська | 1         | 0.06  |
| Усього     | 398       | 100   |

## Інфраструктура
Освіта
- Школа-ліцей

Спорт
- Льодова арена «Світанок»
- Стадіон «Колос»

Розваги та відпочинок
- Ресторан «Земля мрії»
- ресторан тераса «КОЛОС» [Архівовано 29 Травня 2018 у Wayback Machine.] з літнім майданчиком
- Дитяче кафе
- Сільський клуб
- Суші-бар
- Їдальня (раніше — салон краси «Наталі»)

### Релігія
В центрі села у 1996 році збудовано православний храм УПЦ (МП) Різдва Пресвятої Богородиці.
Свято-Анастасіївський православний жіночий монастир. Храм святої Тетяни Московського патріархату було відкрито 2014 року.
Метричні книги, клірові відомості, сповідні розписи церкви св. Володимира с. Ковалівка (приписне прис. Устимівка) XVIII ст. — Київського воєв., з [1795]р. Білоцерківської округі Київського нам., з 1797 р. Васильківського Київської губ; ХІХ ст. — Ковалівської волості Васильківського пов. Київської губ. зберігаються в ЦДІАК України.

## Скандали та критика
За численними повідомленнями, Ковалівка є одним із центрів незаконного виробництва макової соломки — сировини для виготовлення опіатів — сильнодіючих наркотичних речовин.
Ряд журналістів та аналітиків вважають, що в Ковалівці, фактично, існує певна форма феодального ладу.

## Люди
В селі народився Сидоренко Петро Миколайович (нар. 1928) — український скульптор.

## Фотогалерея

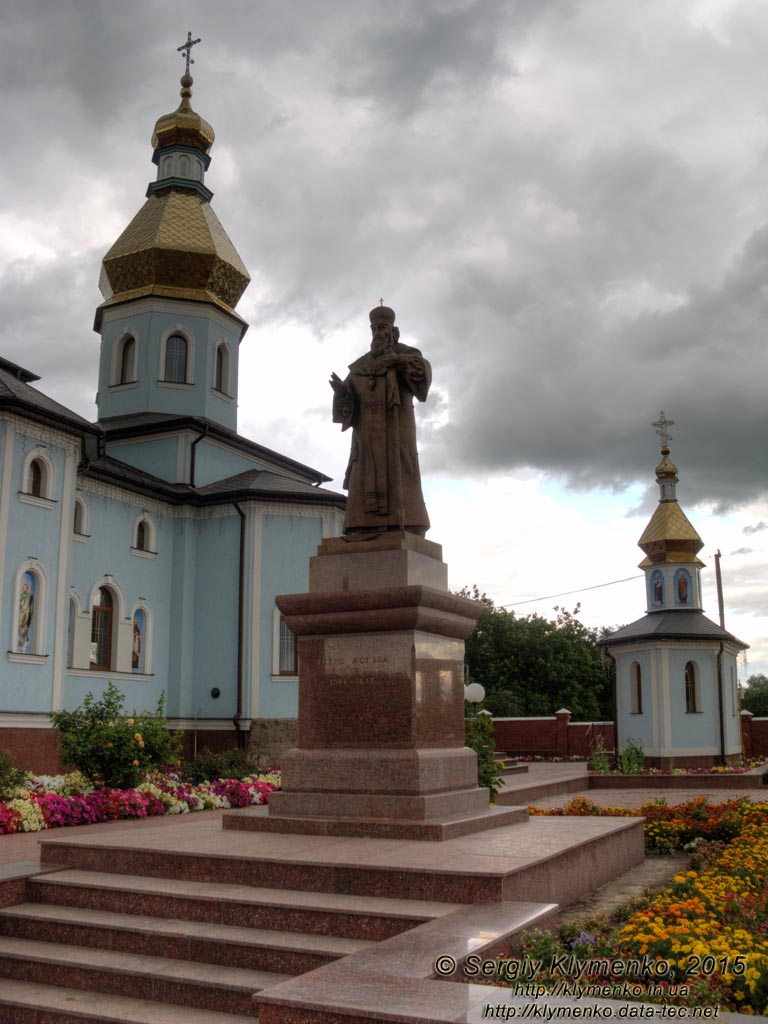
Храм Різдва Пресвятої Богородиці та пам'ятник Петрові Могилі (перенесено до Києво-Печерської лаври і 2014 р. замінено новим), РПЦвУ
ліцей
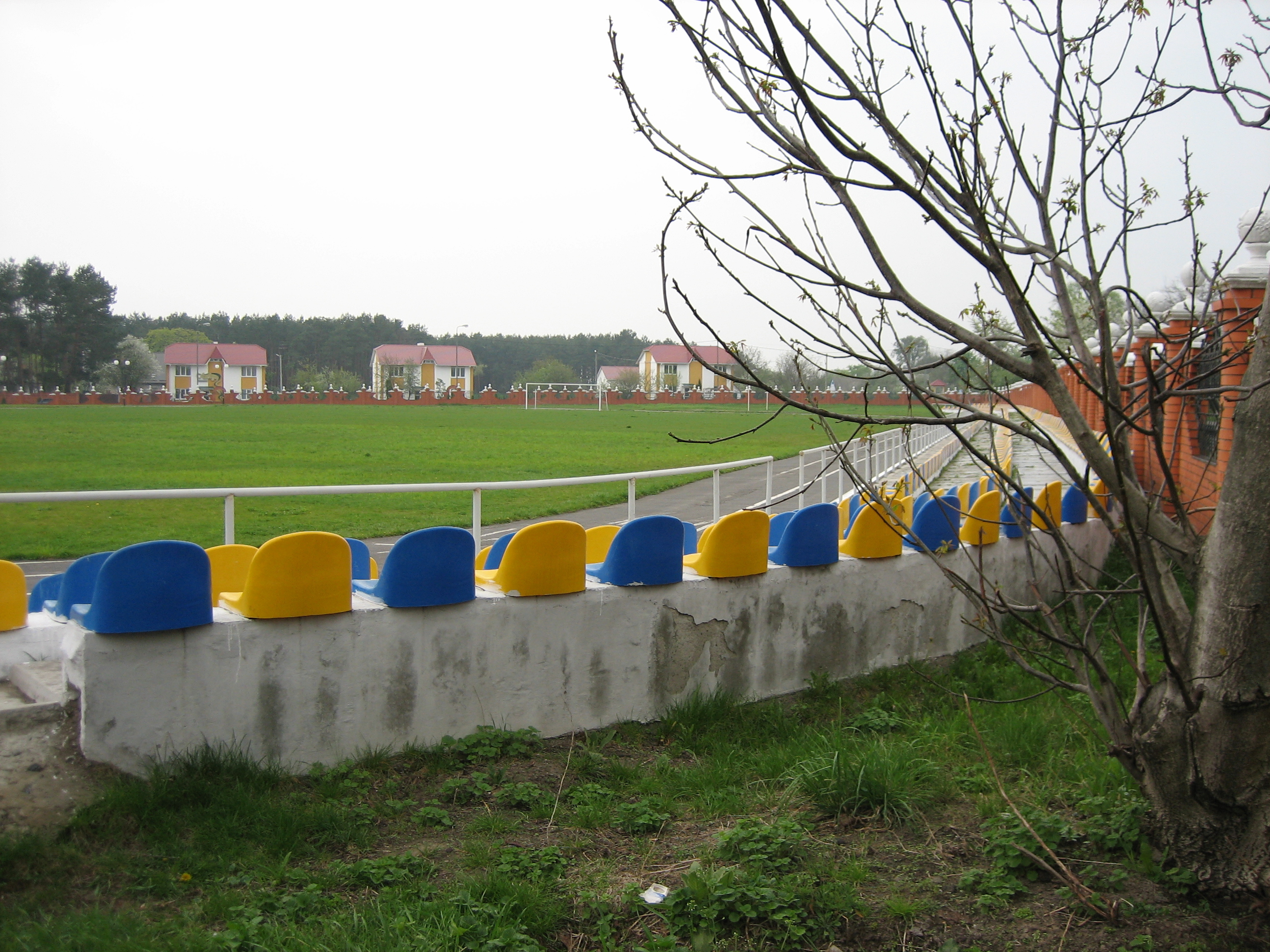
Стадіон «Колос»
Шкільний паркан
Вид на центральну площу з боку школи
Центральна площа, вид на ліцей
Церква святої Тетяни, РПЦвУ
Обеліск ДСВ
Пам'ятник жертвам Голодомору
Декоративна піч
Піцерія «Dream Land»
Профілакторій, пізніше — готель «Либідь»
Ресторанний комплекс «Земля мрії»
Працюючий годинник на газоні
Храм Різдва Пресвятої Богородиці, вже без пам'ятника
Етнофестиваль «Жнива-2009», центр села
Ресторанний комплекс «Земля мрії» з продовольчим магазином та дитячим кафе
Замки на «Містку закоханих», які прикріпляють молодята
Сільська ферма
Бобер у центральному ставку
Пара білих лебедів
Чорні лебеді у центральному ставку
Чорні лебеді на гнізді з яйцями
Луки у селі над ставом
Ковалівка вночі
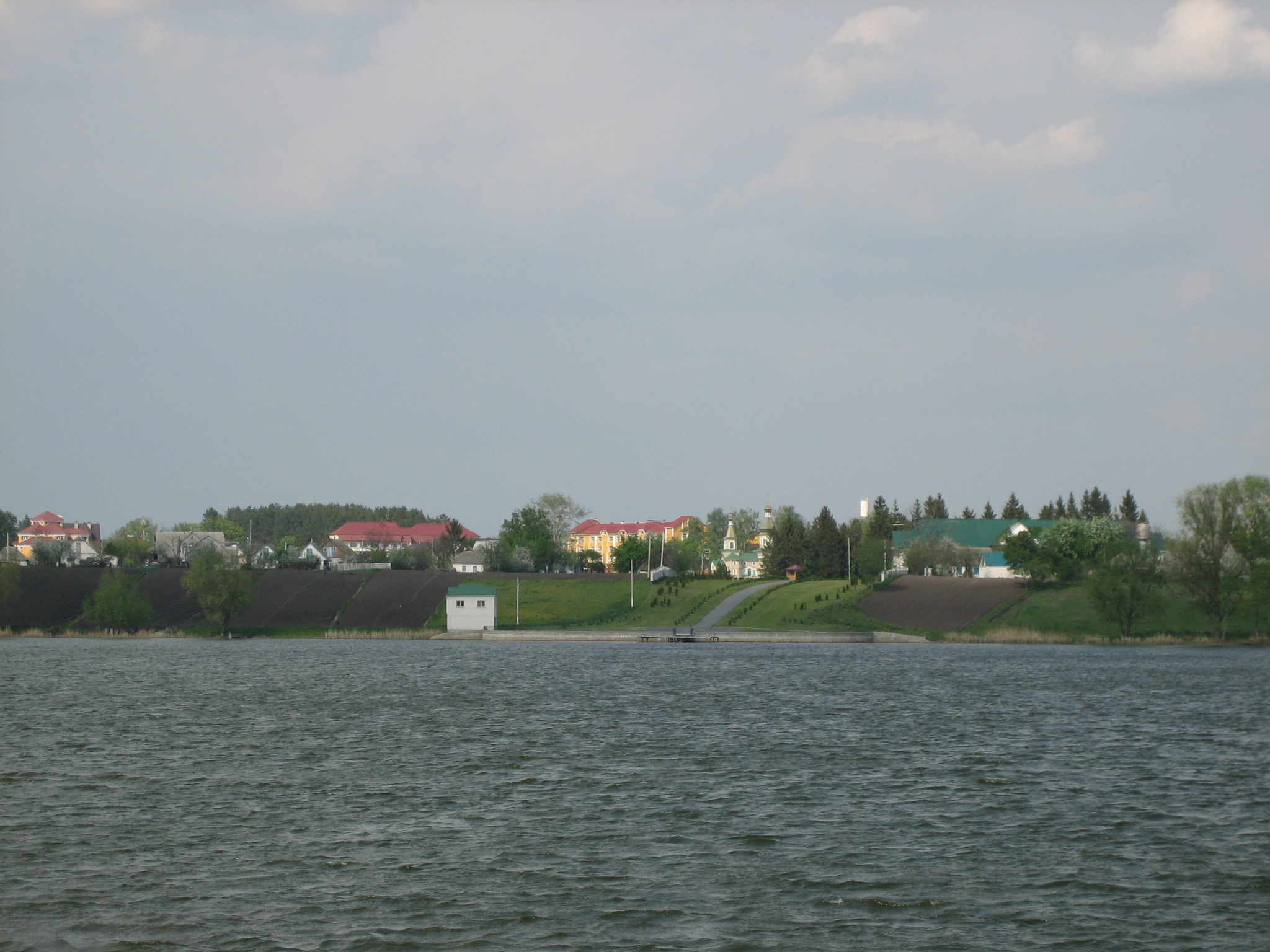
Вид на центр Ковалівки з іншого боку ставу
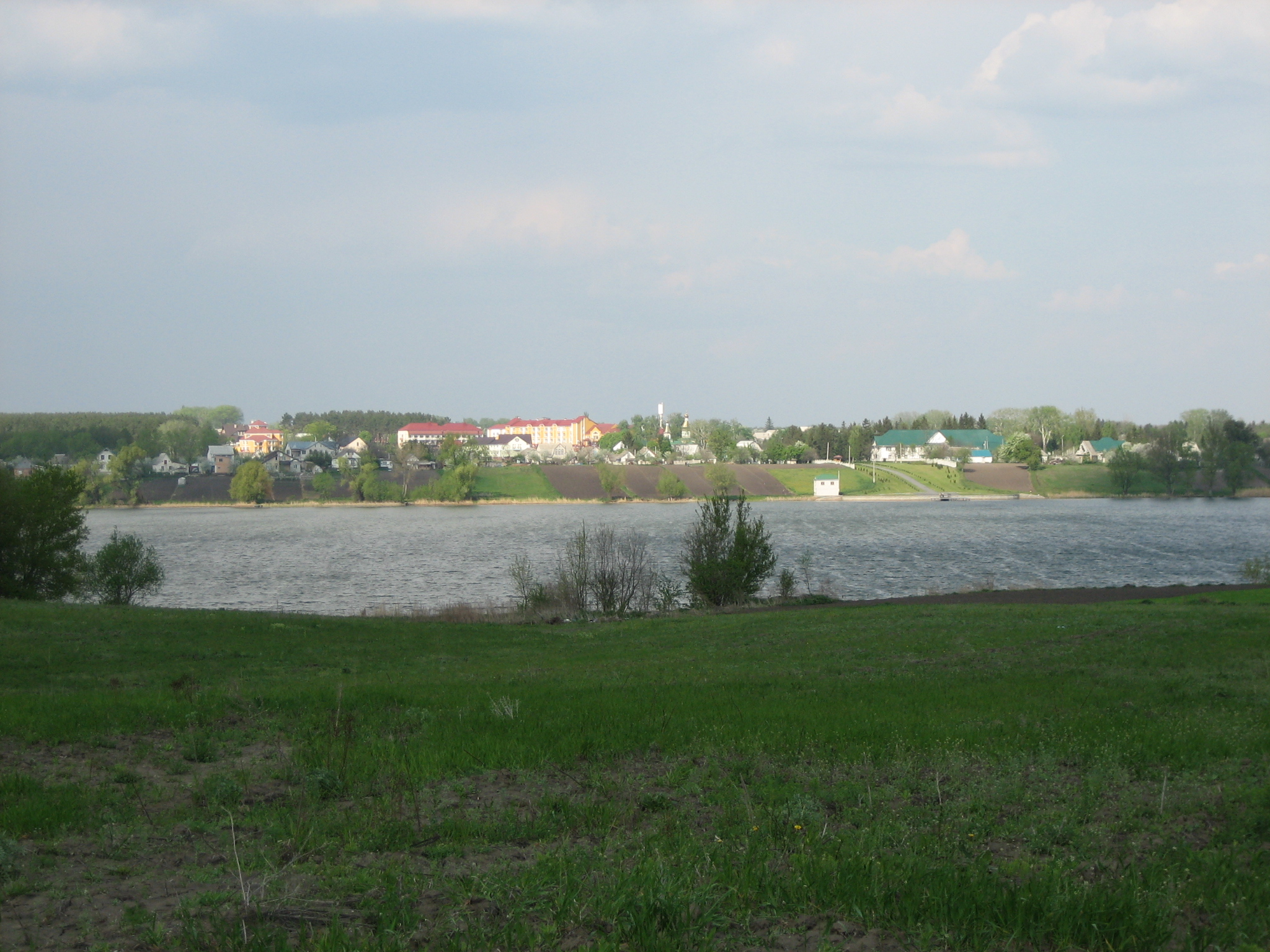
Ще одна панорама з іншого берега